# 中村健治 (声優)
中村 健治（なかむら けんじ、1949年 - 1992年）は、男性声優、ナレーター。
大阪テレビタレントビューローに所属していた。妻は、ラジオDJで声優事務所「声だんご」社長の壇上英子（本名：中村英子）。

## 人物・生涯

### 鉄道ナレーションで有名
関西では、おなじみのナレーション声優の草分けとして、テレビCMとラジオCMのナレーションで有名だった。中でも、大阪市交通局の初代車内放送のナレーション、駅構内放送のナレーションで出演し、多くの鉄道ファンに親しまれた。中江真司と根岸雄一と大森章督の様な美声の持ち主だった。
また、関西に限らず、東京都・埼玉県を走る西武鉄道でも採用されていたが、2006年末に放送機器が更新されたため、現在は聞くことができない。現行の男声アナウンスは関根正明が担当している。

### 病死・20年経っても残った美声
1992年に病気のため死去した。享年42。亡くなる2ヶ月前、大阪市営地下鉄の車内放送のナレーションの収録が最後の仕事となった。
没後も大阪市営地下鉄各線の駅構内における列車接近等のアナウンスで使用され続けてきたが、順次新しい放送に変更された。最後まで使用されたのは千日前線で、2006年にはデジタルリマスターもなされた上で使用され続けたが、2013年3月23日のダイヤ改正で新たに今里行の列車が新設されたことから、使用が停止された。

### 死後12年後にテレビで紹介
2004年10月に「おはよう朝日です」（朝日放送）の「あんたどーなた」のコーナーで、大阪市営地下鉄御堂筋線の駅構内アナウンスをしている声優は誰かと言う視聴者からの質問で、取り上げられ、レポーターのたむらけんじが妻の壇上と話をし、壇上から既に亡くなっていたことを聞き、たむら自身もショックを受けていた。壇上本人は、今でも亡くなったことを思い出すと悲しみの余り泣いてしまうため、普段は中村本人の件については沈黙を貫いている。
余談だが、四つ橋線の駅構内の西梅田方面と堺筋線の天神橋筋六丁目方面の接近放送のアナウンスでは、声が低音で口調が同じ声質の大森章督に似ていたため、「四つ橋線の駅構内の西梅田方面の接近放送の声は大森章督では?」と大森自身が勘違いされたこともある。

### 駅構内放送にまつわる話
2011年3月までは堺筋線の駅構内でも中村のアナウンスが使用されていたが、準急高槻市行き（過去に快速急行京都河原町行き → 準急茨木市行き）（動物園前 - 天神橋筋六丁目の2番線）の案内が流れる時は、「準急」「上新庄」「南茨木」（過去には2001 - 2006年度に「快速急行」、2007 - 2009年度に「南茨木でございます」）のフレーズのみ津田英治が担当していた。これは、2001年の阪急京都線系統のダイヤ改正による種別大幅見直しに伴い、改正前の河原町行き「堺筋急行」が、同一の停車駅を引き継いだ「快速急行」として運転されることになったため、その部分のみアナウンスを差し替える必要が生じたことによる。また、2007年のダイヤ改正で停車駅追加の上に運転区間が短縮され、茨木市行きの準急として運転されることになったため、「準急」・「上新庄」・「南茨木でございます」の部分のアナウンスを差し替える必要が生じたことによる。2010年改正で準急が高槻市まで延伸された際は、中村の声による「茨木市でございます」の音源が残されていた（高槻市止の堺筋急行用に収録されたものと思われる）ため、津田の声による「南茨木」のフレーズ（予め収録されていたのか、追加収録したのかは不明）に続けてそれが使用されていた。
ほかに、西武鉄道が運行管理システム「セムトラック」の導入に伴い自動放送装置を1992年に更新した際に、池袋、新宿線区の下り線のアナウンス音声を担当した（新宿線については所沢2番ホームのみ上りを担当）。これが、自身の遺作であった。このため、1993年の特急7両編成登場の際は他の声の似ている声優が代行した（どの声優が代役を担当したかは不明だが、声質が中村と類似していることと、片山光男の公式プロフィールに「西武鉄道」と書かれていたため、片山光男の可能性がある）。その後野上駅までだった秩父鉄道直通が寄居駅まで延長された際（こちらも声質が中村とかなり似ていたため、前述の特急の時と同じ声優が起用されたものと思われる）、2001年に練馬高野台始終着列車が設定された際、2003年の黄色い線へ変更の際（理由は不明だが、この場合は前述の2つの声優と違う声質も中村とまったく異なる他の男性声優が起用された）は安富史郎が担当した。しかし2005年に池袋線区はセムトラックの更新に伴い同線ではホーム自動放送も一新した関係で、別の声優に交代、新宿線区も2006年に同様になった。

## 主な出演作品

### CM
- 阪急不動産「企業CM」「阪急逆瀬台マンション　アヴェルデ」
- アングル（現・アングル・ミユキ）「アサメリー」
- 曲田商店・松崎食産グループ「とんかつKYK」
- 尼崎競艇
- 日三家具
- 大寅
- 三光丸本店
- 枚方家具団地（カグニティ枚方）
- 奈良交通
- 三重交通
- みさき公園
- 宝塚ファミリーランド
- 浜屋
- ローソン
- ABC、読売テレビCMアナウンス

他多数

### ラジオ
- 音楽招待席（朝日放送、隔週出演）
- オーサカ・ナイト・スペース ヤング立入禁止（ラジオ大阪）
- 星空にうたおう 青春最前線（ラジオ大阪）

他多数

### テレビ
- 「三枝のスポーツマガジン」（毎日放送）ナレーション

他多数

### 駅放送
- 大阪市交通局列車接近放送（千日前線）（ - 2013年）
- 西武鉄道列車接近放送（1992年 - 2006年）

### 車内放送
- 大阪市営地下鉄・ニュートラム車内放送ナレーション（初代）
- 神戸新交通ポートライナー車内放送ナレーション（初代）
- 神戸新交通六甲ライナー車内放送ナレーション（初代）
- 阪急バス（初代）
- 近畿日本鉄道東大阪線車内放送ナレーション（初代）
- 近鉄7000系電車（改造前）戸閉まり告知ナレーション（けいはんな線のみ使用）

## 後任
中村の死後、持ち役を引き継いだ人物は以下の通り。
- 津田英治-大阪市営地下鉄・ニュートラム・近鉄東大阪線車内放送ナレーション・駅構内接近放送ナレーション（谷町線・中央線（共に2代目））。
- 有田洋之-大阪市営地下鉄駅構内接近放送ナレーション（御堂筋線、四つ橋線、千日前線、堺筋線（共に2代目））。
- 田昌人-三光丸本店ラジオCMナレーション。
- 大伴英嗣-阪急バス車内放送ナレーション。
- もとむらみちこ-近鉄7000系電車の戸閉まり告知ナレーション（改造後）。
- 鈴木盛久-西武鉄道の駅構内放送（3代目）。